# Nikola Tesla

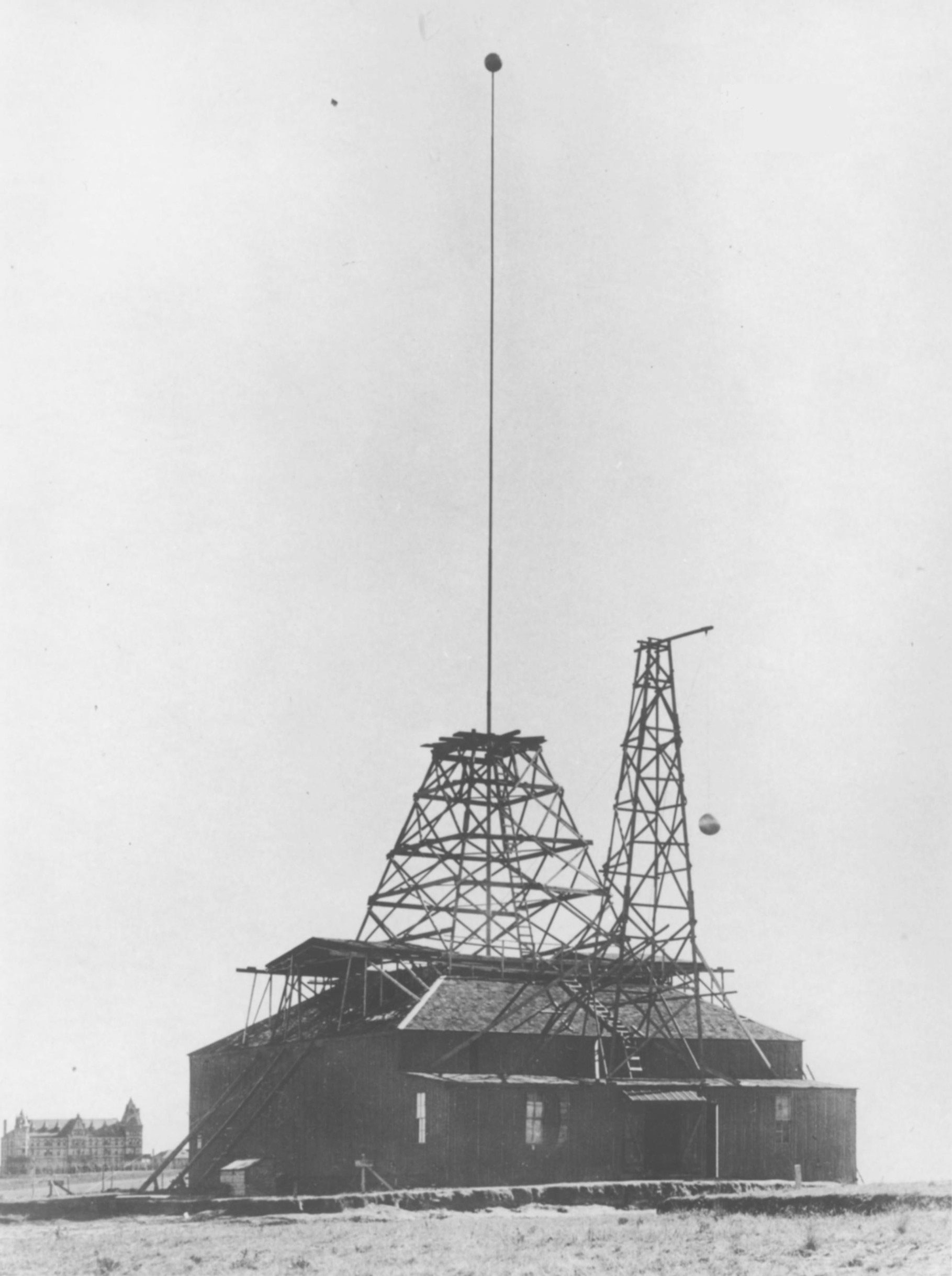
Teslova eperimentální stanice, stojící v letech 1899–1904 u Colorado Springs

Nikola Tesla (srbsky Никола Тесла, 10. července 1856, Smiljan, Rakouské císařství – 7. ledna 1943, New York) byl vynálezce, fyzik a konstruktér elektrických strojů, zařízení a přístrojů srbské národnosti, dlouhodobě žijící v Americe. Mimo jiné vynalezl asynchronní motor a jeho práce formovaly základ moderních systémů na vícefázový střídavý proud. Po předvedení bezdrátové telekomunikace v roce 1893 a po vítězství v tzv. „válce proudů“ proti Thomasi A. Edisonovi byl všeobecně respektován jako nejvýznamnější americký elektrotechnický inženýr. Jeho práce daly základ moderní elektrotechnice a mnoho jeho objevů mělo zásadní význam pro budoucnost.
Přestože byl Tesla velmi plodný vynálezce, neměl výraznější podnikatelské schopnosti či ambice, a často se kvůli svým experimentům a projektům zadlužoval. Měl také potíže s uznáváním svých patentů, přičemž se dostával do konfliktů s jinými vynálezci a podnikateli, především s Edisonem a s Marconim. Později se zabýval vizionářskými a v důsledku potenciálně převratnými, ale podle jeho sponzorů, především J. P. Morgana, málo výdělečnými projekty. Kvůli všem těmto faktorům se dostal do finančních problémů, uchýlil se do ústraní a zemřel poměrně chudý a zapomenutý.

## Život
Nikola Tesla se narodil 10. července 1856  rodičům srbské národnosti v chorvatské vesnici Smiljan blízko města Gospić v kraji Lika, tehdy Chorvatské království (autonomní korunní země v rámci rakousko-uherského Zalitavska). Jeho matkou byla Georgina Đuka Tesla, rozená Mandič (1822–1892) a otec Milutin Tesla (1819–1879) byl pravoslavný kněz. Po absolvování gymnázia v Karlovaci odešel studovat fyziku a matematiku na polytechniku ve Štýrském Hradci. V prvním ročníku složil deset zkoušek s vyznamenáním. Profesoři brzy poznali Teslův talent a umožnili mu, aby pomáhal při fyzikálních pokusech. Při studiu se Tesla setkal s Gramovým dynamem a po mnoha pokusech s ním se utvrdil v tom, že motory na stejnosměrný proud se nehodí pro praktické využití, a v létě 1883 zkonstruoval první motor na střídavý proud. Otec přesvědčil Nikolu aby studoval na Karlo-Ferdinandově univerzitě v Praze, kterou potom Nikola Tesla navštěvoval v letním semestru 1880. Zde byl ovlivněn Ernstem Machem. Po otcově smrti ale studia na univerzitě zanechal (měl dokončen jen jeden semestr).
V roce 1880 se přestěhoval do Budapešti, kde pracoval v telegrafní společnosti a začal se intenzivně zabývat výzkumem elektřiny. Po dvou letech se přestěhoval do Paříže a v červnu 1884 se natrvalo usadil ve Spojených státech (občanství USA získal v roce 1891).
Tesla začal v roce 1884 pracovat ve společnosti Edison Machine Works. Po neshodách s Edisonem v roce 1886 založil vlastní firmu Tesla Electric Light & Manufacturing. Firma především vyráběla a patentovala vylepšení pro obloukové lampy. Tesla se však chtěl věnovat strojům na střídavý proud, s čímž investoři nesouhlasili a propustili ho. Nenašel si práci v oboru a jistý čas jako dělník kopal příkopy. V roce 1887 podepsal smlouvu s Edisonovým velkým rivalem Westinghousem, pokračoval v jeho laboratořích ve výzkumu střídavého proudu a udělal i mnoho jiných objevů.
V roce 1888 učinil objev, že lze vytvořit točivé magnetické pole, jestliže jsou dvě cívky, postavené do pravého úhlu, napájeny střídavým proudem s fázovým posunem 90 stupňů. Tento objev umožnil vynález střídavého indukčního motoru, jenž se dnes obvykle nazývá asynchronní motor. Hlavní výhodou asynchronního motoru (proti stejnosměrným a komutátorovým motorům) je to, že ke své činnosti nepotřebuje komutátor, proto je levnější, má vyšší životnost a hlavně účinnost. Tímto vynálezem odstranil poslední překážku pro rozvoj distribučních sítí střídavého proudu.
Roku 1891 se začal zabývat technologií rádiového přenosu a v roce 1893 jako první na světě veřejně předvedl radiokomunikační přístroj. Teslovy objevy a vynálezy pokračovaly i v následujících letech: nechal si přihlásit kolem 300 patentů. Mnoho jeho objevů vzniklo jako vedlejší produkt základního výzkumu a někdy si ihned neuvědomil jejich budoucí potenciál, a tak je nepublikoval a později mu nebylo přisouzeno prvenství.
V 90. letech narůstaly Teslovy konflikty s Edisonem v tzv. „válce proudů“, v níž se horlivě diskutovalo o vhodnosti užití stejnosměrného nebo střídavého elektrického proudu v rozvodné síti. Edison, který si chtěl udržet příjmy z patentů na stejnosměrné přístroje, vynaložil mnoho úsilí a prostředků, aby Teslův koncept znevěrohodnil, ale nakonec neuspěl a v roce 1896 firma Westinghouse Electric Corporation uvedla do provozu velkou elektrárnu na Niagarských vodopádech s využitím dvoufázových alternátorů.

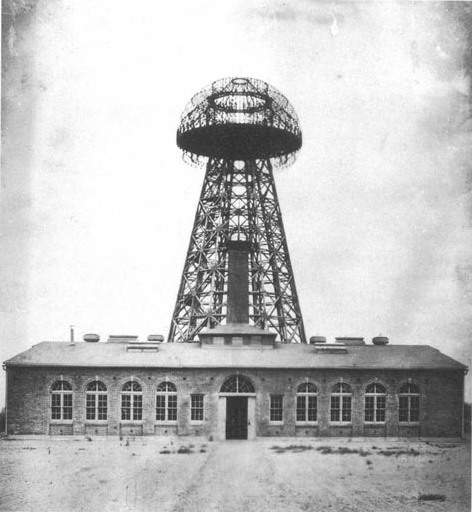
Wardenclyffská věž, stojící v letech 1901–1917 v New Yorku

V roce 1899 se Tesla přestěhoval do městečka Colorado Springs, kde si vybudoval velkou specializovanou laboratoř, ve které se několik měsíců zabýval pokročilými a vizionářskými výzkumy souvisejícími hlavně s bezdrátovým přenosem elektrické energie. V roce 1900 Tesla Colorado Springs opustil, získal finance od miliardáře J. P. Morgana a s jejich pomocí se pustil do velkého projektu tzv. Wardenclyffské věže, která měla umožňovat bezdrátovou distribuci elektřiny na velké vzdálenosti. S výstavbou 57 metrů vysoké věže se začalo na Long Islandu následující rok, celý projekt si však vyžadoval další financování a když Morgan po několika letech neviděl návratnost svých investic, přestal Teslu podporovat. Přestože se Tesla snažil získat prostředky z jiných zdrojů, nebyl úspěšný, projekt nebyl dokončen a Wardenclyffská věž byla v roce 1917 zbořena. Tesla se navíc dostal do velkých právních tahanic s Guglielmem Marconim o vynález rádia. Teslu velmi znechutilo, když Marconi dostal v roce 1909 Nobelovu cenu za fyziku pro objev rádia, ačkoli on ho objevil už několik let před ním. Přestože jeho prvenství bylo jednoznačně prokazatelné, Marconi měl v té době velký vliv a tak tento spor nakonec vyřešil soud v Teslův prospěch až v roce 1943, tři měsíce po Teslově smrti.
Teslovy finanční problémy narůstaly, nedařilo se mu získat finance na své projekty a po první světové válce se stáhl do ústraní. Dále pokračoval ve výzkumech, ale už více v teoretické rovině, přičemž se zabýval futuristickými projekty, jako např. tzv. paprsky smrti (teleforce), které v době 2. světové války nabídl vládě USA k případné obraně proti nacistickému Německu, nebo létajícími stroji poháněnými elektromagnetickým polem.
V průběhu šestadvaceti let, které uplynuly od chvíle, kdy byl v roce 1916 Tesla vyznamenán Edisonovou medailí až do jeho smrti v roce 1943, se obecný názor na Teslu postupně zcela změnil. Přestal být považován za seriózního inženýra a v očích veřejnosti se stal stárnoucím podivínem, jenž chrlí fantastické články pro populární časopisy.
Ve svých spisech se zmínil o jím předpokládaných dalekosáhlých důsledcích rozvoje elektrických zařízení, mezi které zařadil vznik celosvětové informační bezdrátové sítě pro přenos hlasu, textu a obrazu. Nikola Tesla, který byl sám prvním, kdo sestrojil a použil rádiové dálkové ovládání, předpokládal vývoj elektrotechniky směrem k umělé inteligenci. Tuto myšlenku rozvedl a předpokládal, že pokud lidstvo bude používat k válečným účelům převážně bojové stroje s umělou inteligencí, z jeho pohledu logicky časem přestane k válkám docházet úplně.
Tesla se v pokročilém věku stal vegetariánem, žijícím pouze na mléku, chlebu, medu a zeleninových šťávách. Nikola Tesla zemřel 7. ledna 1943 v pokoji hotelu New Yorker. Všechny Teslovy zápisky a poznámky po jeho smrti zabavila FBI.

## Pocty a pomníky

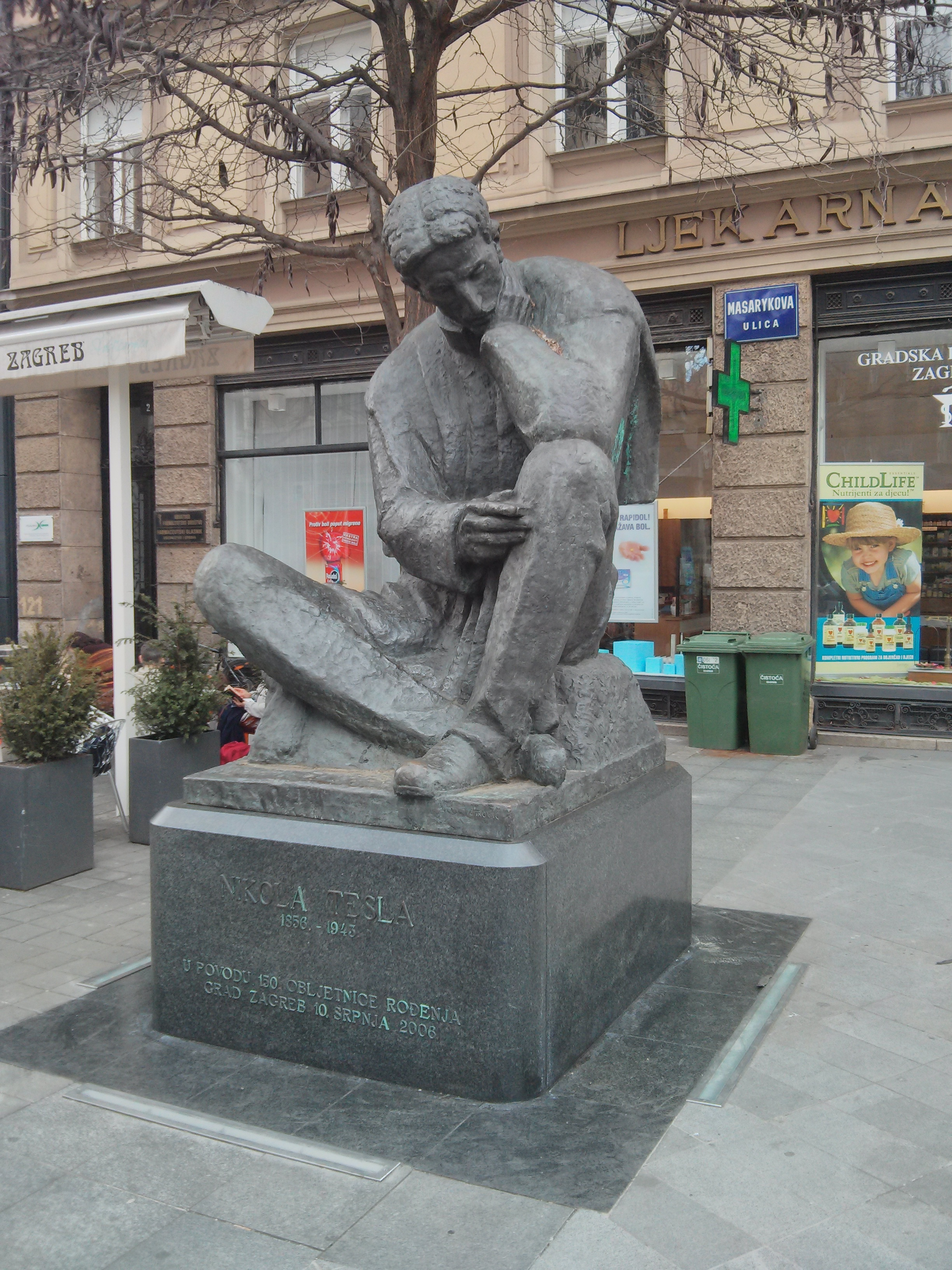
Pomník Nikoly Tesly v Záhřebu

- Po Teslovi byla v roce 1960 pojmenována tesla, jednotka magnetické indukce
- V roce 2003 se v soutěži Největší Chorvat umístil na druhém místě za prezidentem Josipem Brozem Titem.
- Muzeum Nikoly Tesly se nachází v Bělehradě.
- Jeho jméno nese např.:
  - kráter na odvrácené straně Měsíce
  - planetka 2244 Tesla, kterou objevil Milorad B. Protić
  - mezinárodní letiště v Bělehradě
  - automobilka Tesla
  - československý podnik Tesla
- Pomník věnovaný Teslovi byl postaven mj.:
  - na Niagarských vodopádech ve státě New York
  - v Queen Victoria Parku u Niagarských vodopádů v kanadském Ontariu (představuje Teslu stojícího na části alternátoru)
  - v areálu Teslova laboratoria Wardenclyffe v městě Shoreham ve státě New York
  - před Katedrálou sv. Sávy ve městě New York
  - u rodného domu v obci Smiljan v Chorvatsku
  - v Záhřebu
  - u Národní knihovny Srbska v Bělehradě
  - před Fakultou elektrotechniky Bělehradské univerzity
  - ve Višegradě v Bosně a Hercegovině
  - v Praze (viz níže)

### Tesla a Československo

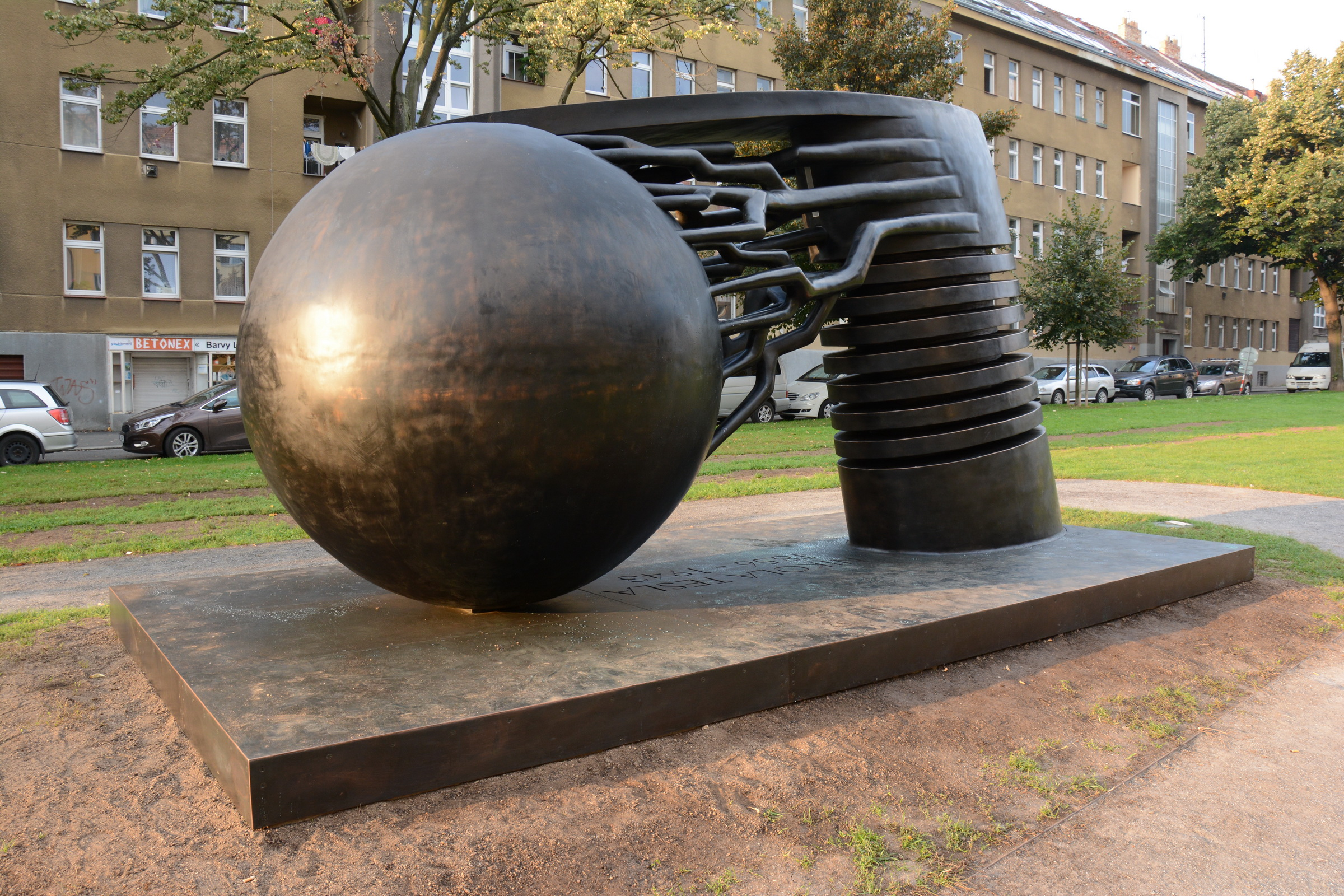
Pomník Nikoly Tesly v Praze

V roce 1880 studoval Nikola Tesla na Karlo-Ferdinandově univerzitě. 28. listopadu 1936 byl Teslovi udělen čestný titul doktora technických věd (dr. h. c.) Českého vysokého učení technického v Praze a v pražských Dejvicích byla po Teslovi pojmenována ulice. Čestný doktorát obdržel také 10. dubna 1937 na Vysokém učení technickém v Brně. 10. července 1937 na oslavě Teslových 81. narozenin v New Yorku mu předal československý velvyslanec Řád Bílého lva I. třídy. 7. října 1959 byla vydána poštovní známka s vyobrazením Nikoly Tesly v hodnotě 25 haléřů, navržená Cyrilem Boudou a vyrytá Jaroslavem Goldschmiedem v nákladu 470 000 kusů.
V červenci 2003 byla odhalena busta Tesly v budově Českého rozhlasu. 4. září 2014 byl v Praze 6 v ulici Nikoly Tesly odhalen pomník v podobě stylizovaného výboje. S rozměry 270×495×225 cm byl v té době největším pomníkem Nikoly Tesly na světě. Pomník je dílem akademického sochaře Stefana Milkova a architekta Jiřího Trojana. Základní kámen pomníku byl položen v listopadu 2006 při příležitosti 150. výročí narození Tesly a za přítomnosti chorvatského prezidenta Stjepana Mesiće.
| „                                                           | Račte sděliti s obcí pražskou mé upřímné díky za její laskavé a cenné poselství. Mám milé vzpomínky na Vaše krásné město, a inspirace, které se mně tam dostalo, právě nyní mně napomáhá při mé práci. Veliké pocty, jež se mi tam prokazovaly, jsou mnou velmi vysoce ceněny, a doufám, že se ukáži býti jich hoden. Můj obdiv pro skvělý lid Československa, nositele pochodně vzdělanosti, nemůže býti vyjádřen slovy. Projevuji nejvřelejší přání pro jeho stálý zdar. | “ |
| — Nikola Tesla v děkovném dopisu rektorátu ČVUT v roce 1936 | |   |

## Významné vynálezy
- Asynchronní motor
- Teslův transformátor
- Teslův ventil
- Teslova turbína
- Bezdrátová komunikace

## Fotografie

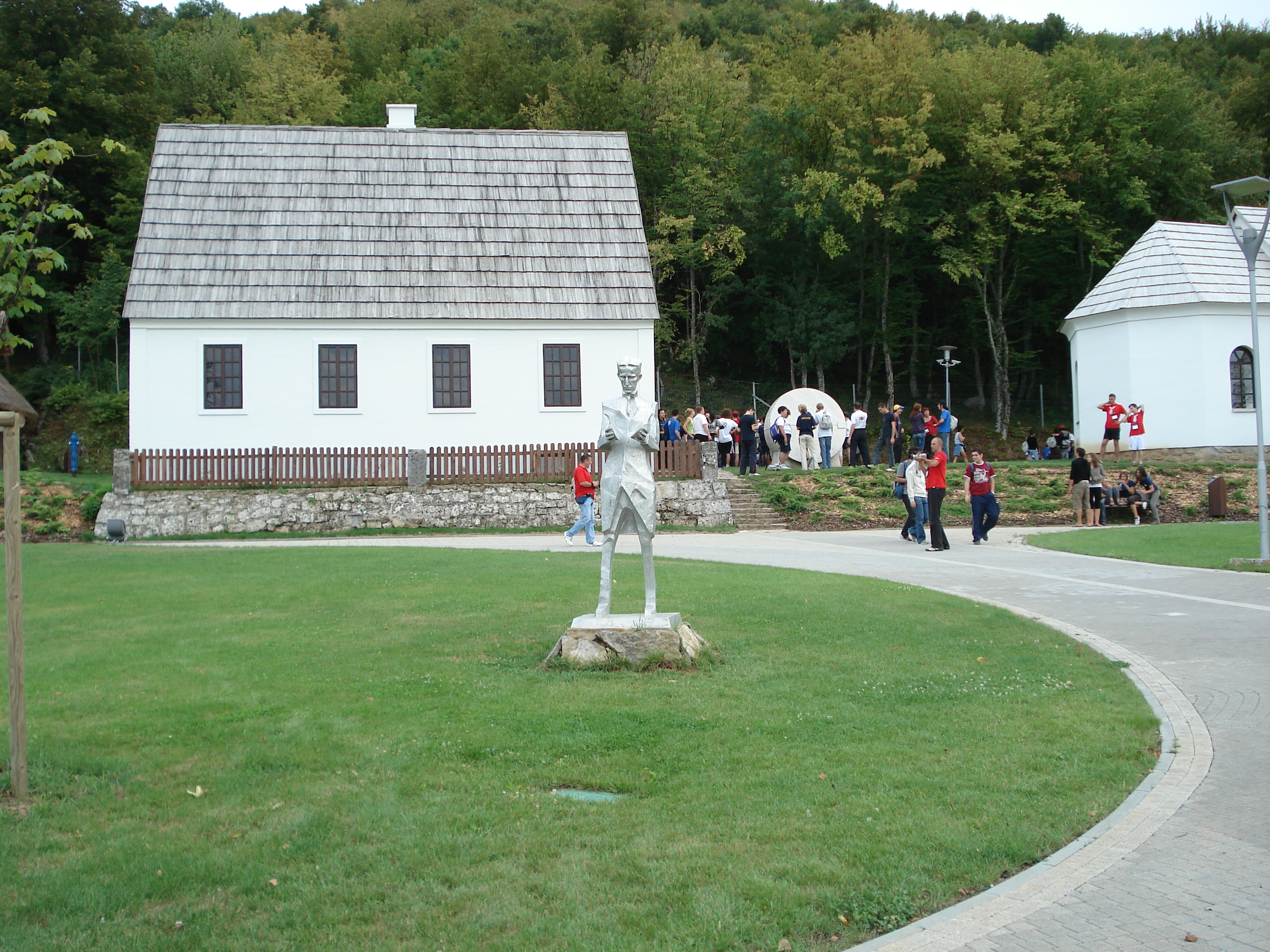
Rodný dům
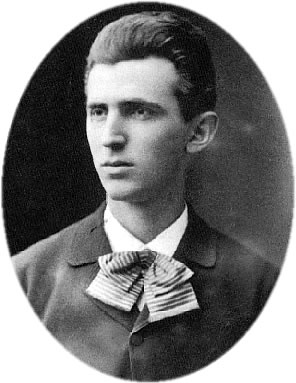
Nikola Tesla asi v roce 1879
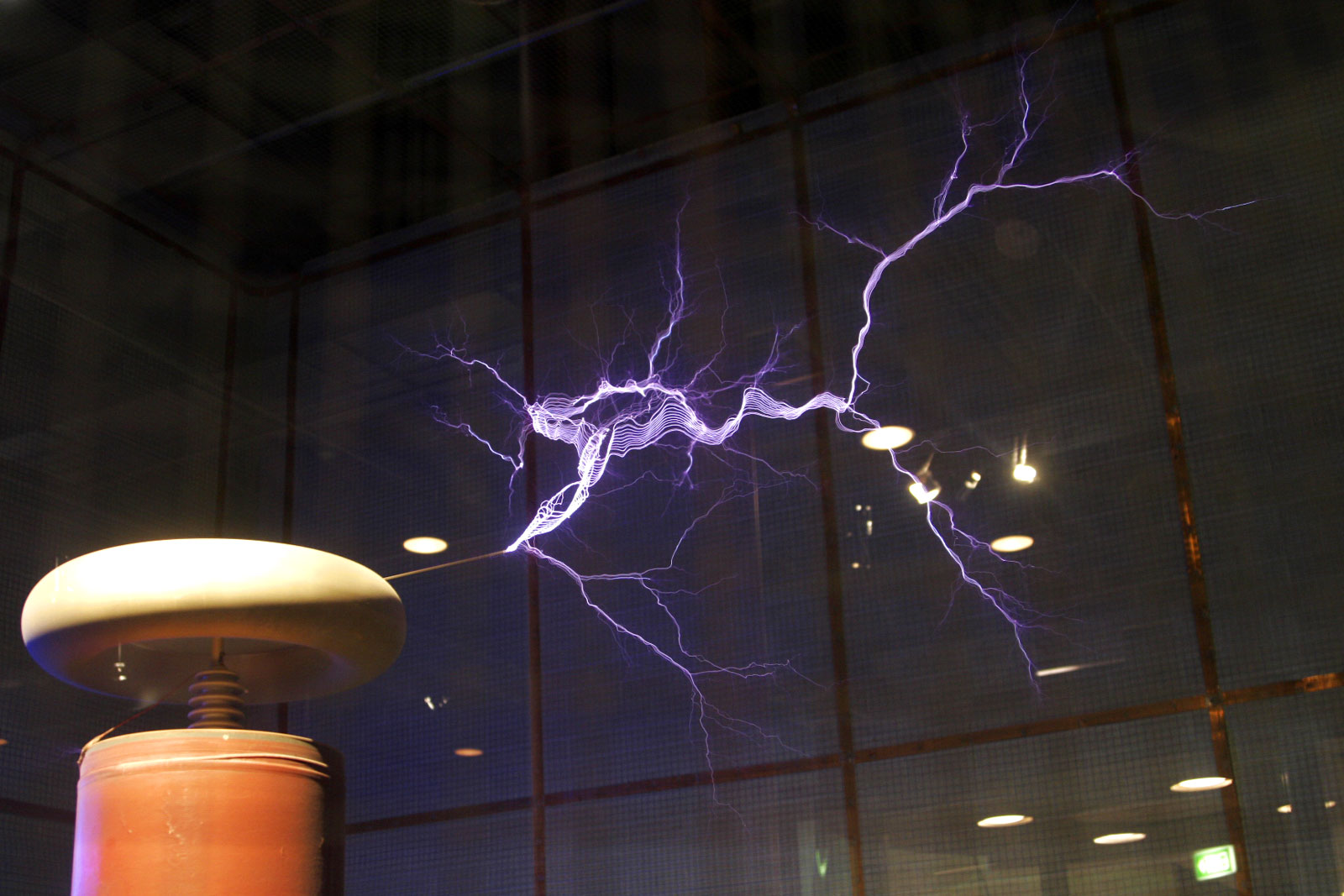
Teslův transformátor v Australském národním muzeu
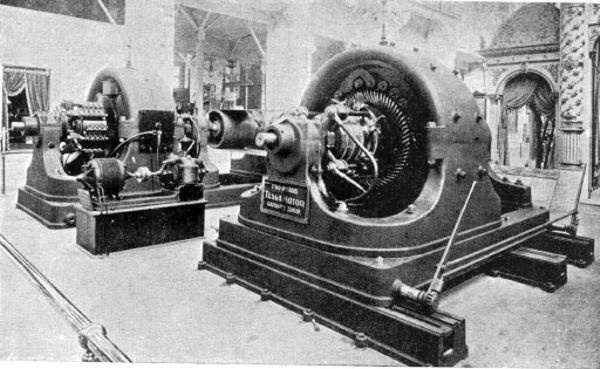
Teslův generátor na výstavě v roce 1893
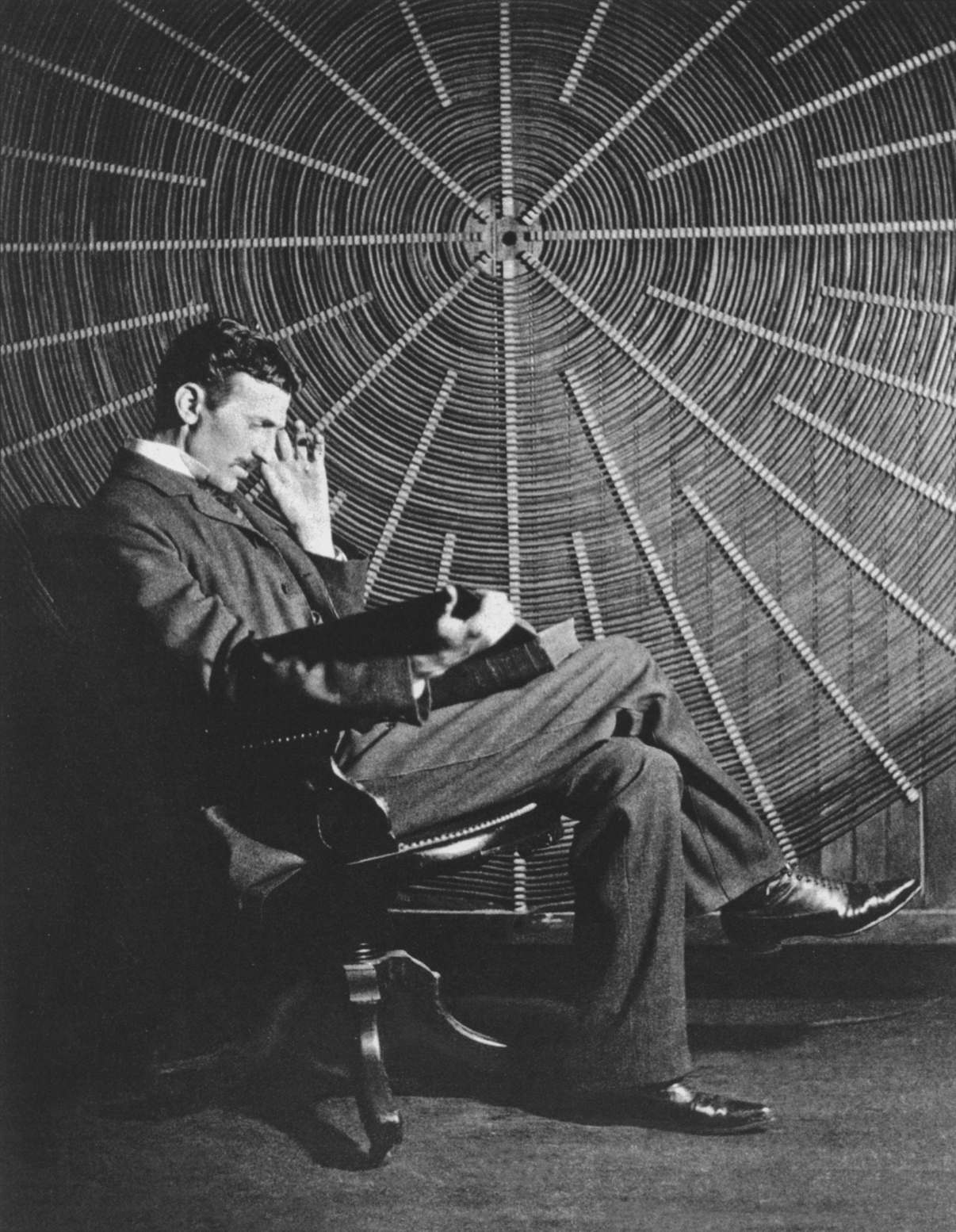
Tesla při pokusech s tvarem vinutí transformátoru
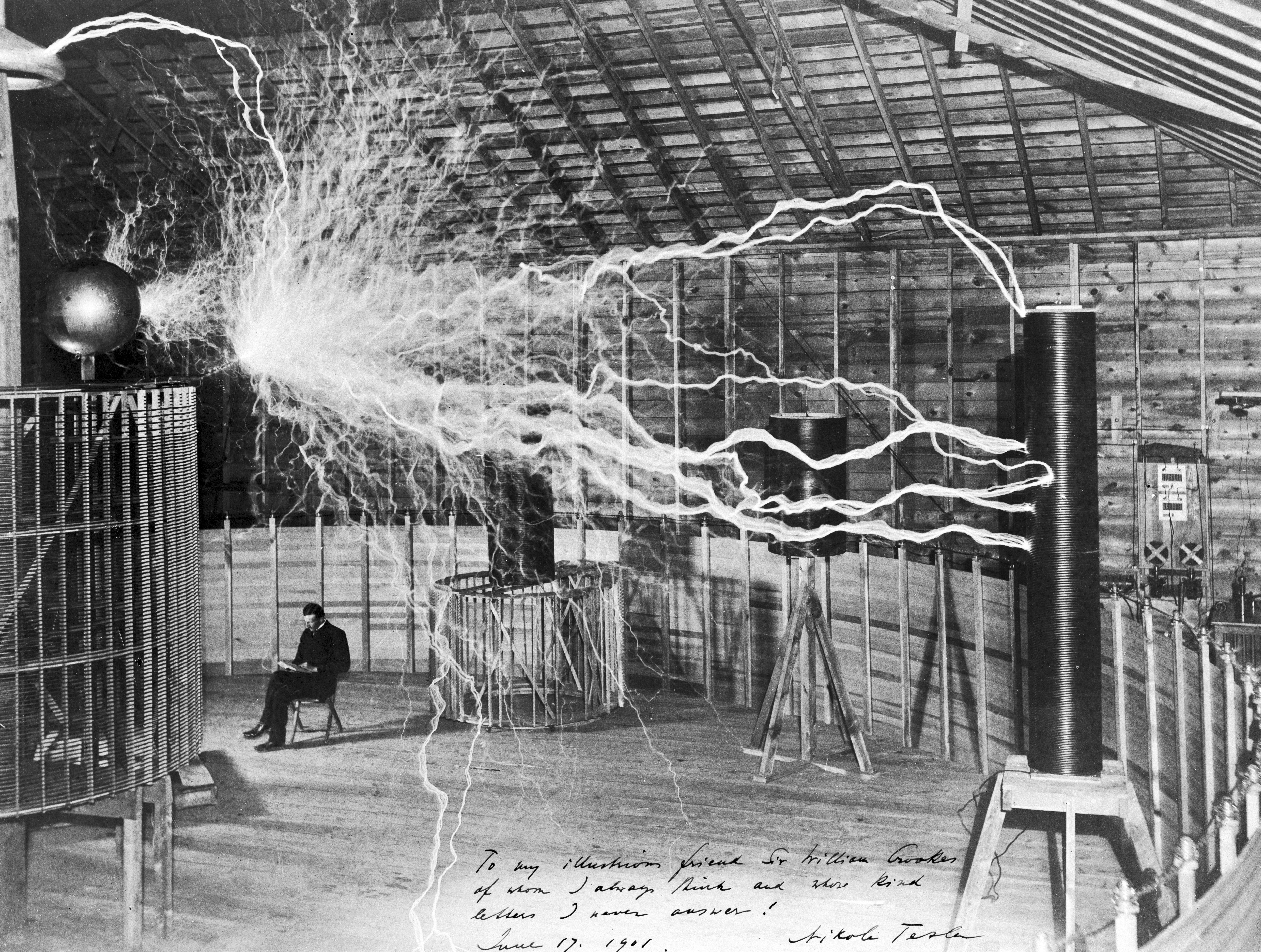
Nikola Tesla v laboratoři v Colorado Springs (vícenásobná expozice)
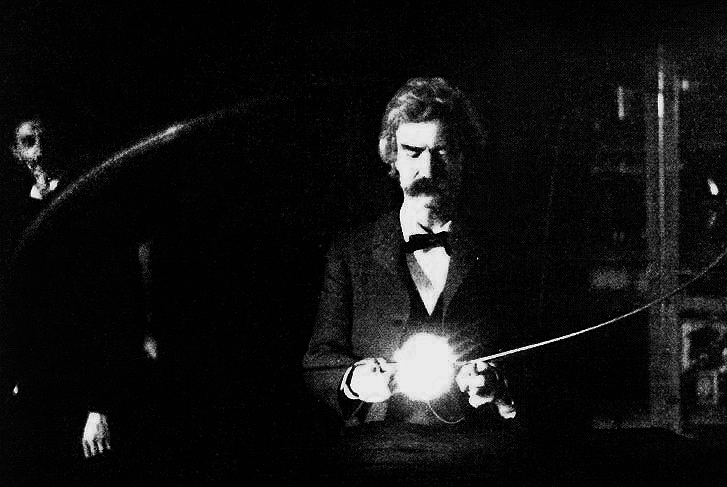
Mark Twain v Teslově laboratoři
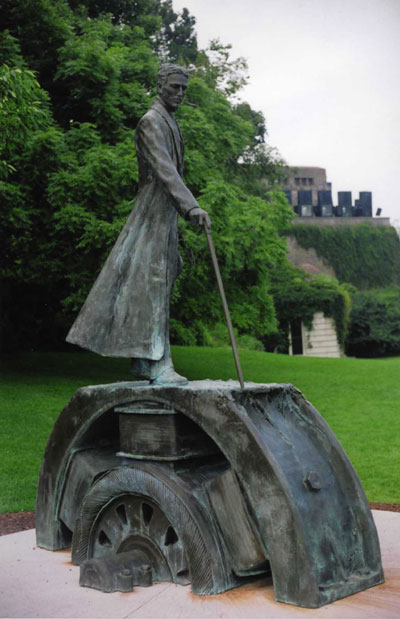
Teslova socha u Niagarských vodopádů
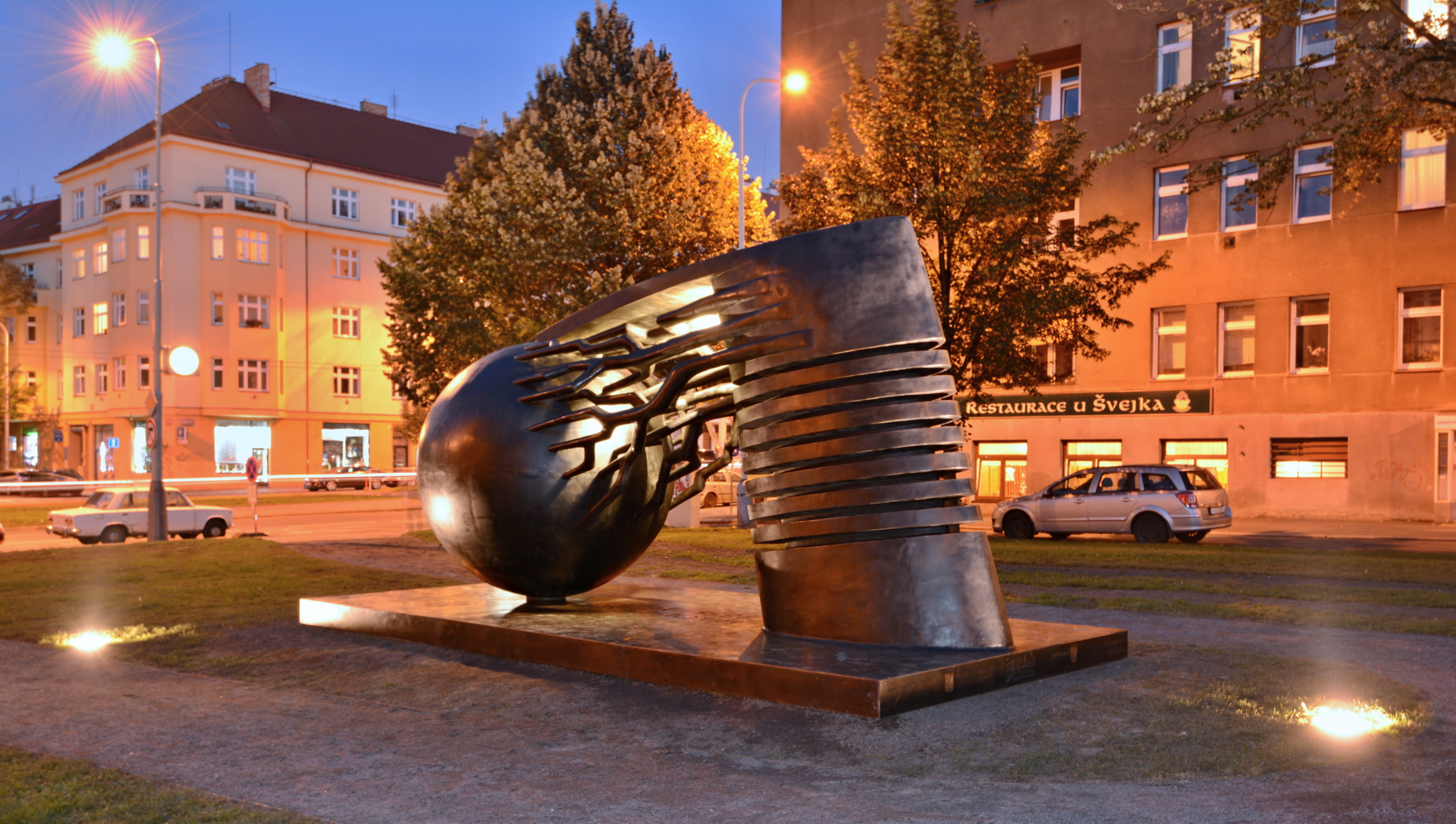
Teslův památník v Praze
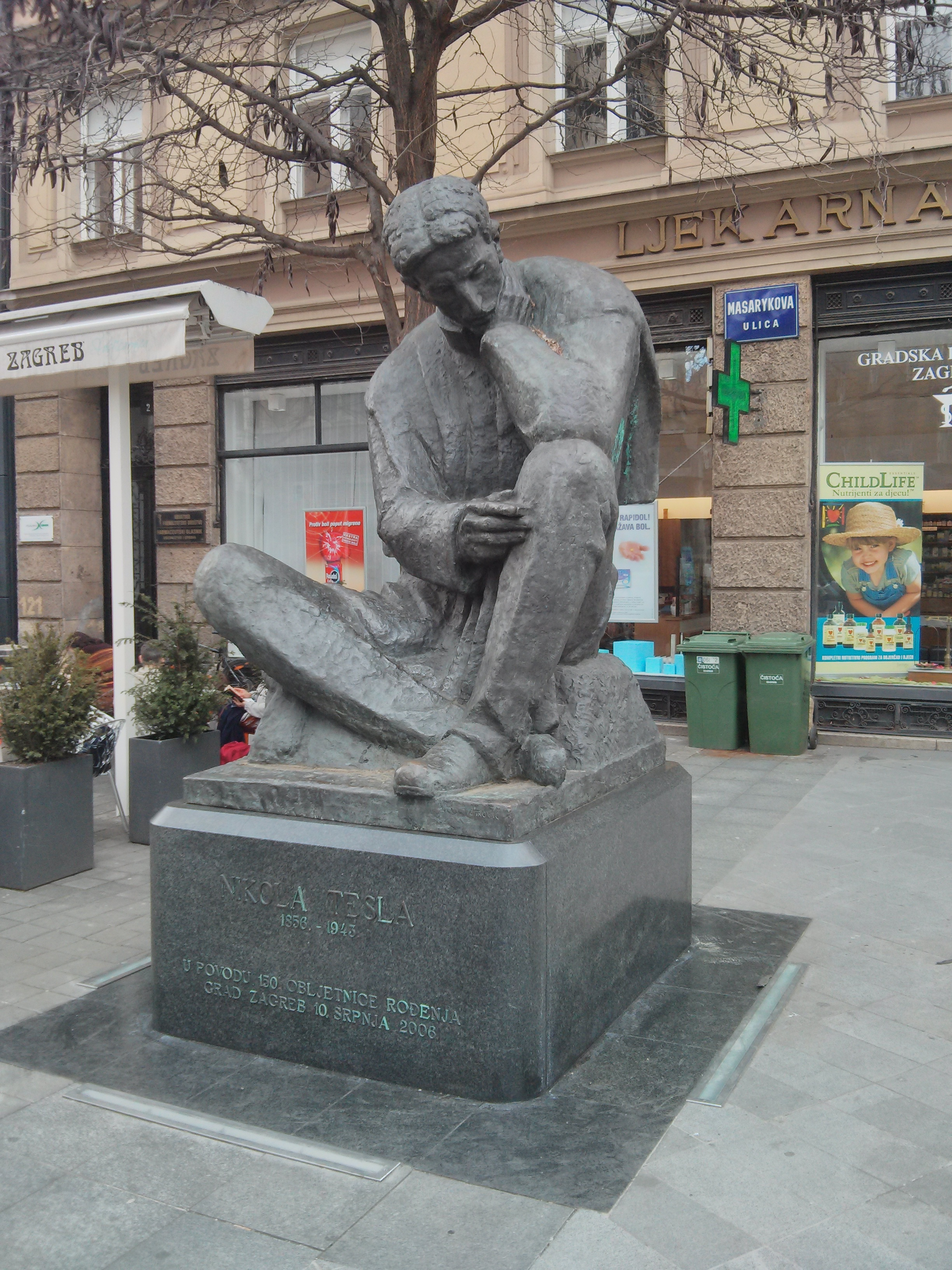
Teslův pomník v Záhřebu